# Luigi Travelli
Luigi Travelli (Mortara, 13 gennaio 1761 – Mortara, 14 febbraio 1836) è stato un presbitero e poeta italiano.

## Biografia
Luigi Travelli nacque a Mortara il 13 gennaio 1761; rimasto orfano di padre a quattordici giorni dalla nascita, fu allevato dalla madre e da uno zio sacerdote,  Lorenzo Mazzini, che gli insegnò le materie umanistiche. Studiò a Vigevano e fu pupillo del vescovo Giuseppe Maria Scarampi, che lo mandò a Pavia per avviarlo agli studi filosofici. Fu ordinato sacerdote dallo stesso Scarampi.
Conobbe Giuseppe Parini con cui avviò un'amicizia epistolare: nonostante le insistenti richieste del Parini, affinché Travelli si trasferisse a Milano, questi preferì rimanere vicino alla madre e alla sorella. Ritornato dunque a Mortara, divenne insegnante nelle scuole locali: era maestro di Umanità e retorica presso la'ex canonica dell'abbazia di Santa Croce, dove si trovavano tre scuole (di Umanità e Retorica, di Grammatica e dei primi rudimenti) e ne divenne successivamente Rettore. Quando il Regio Ginnasio di Mortara minacciò di essere soppresso, Travelli insorse e scrisse, a nome del comune, le Apologetiche rimostranze, che gli valsero il riconoscimento da parte di tutta la cittadinanza; il comune gli ha assegnato il titolo onorifico di Prefetto degli studi della città di Mortara.
Nel 1792 è nominato canonico del Capitolo della Basilica di San Lorenzo dal vescovo Giovanni Francesco Toppia.
Fu autore di una biografia del Beato Pacifico da Cerano e fu nominato regio apostolico subeconomo dal re Vittorio Emanuele I.
Appoggiò pienamente le idee della Rivoluzione francese e fu poi perseguitato all'arrivo in Mortara delle truppe austro-russe. Le sue idee libertarie furono osteggiate anche durante i Moti del 1821.
Viene ricordato anche come poeta di numerose liriche sia in italiano sia in latino.
Nel 1823 si ritirò dall'insegnamento e morì, dopo lunga malattia, il 14 febbraio 1836. La sua tomba si trova nella Basilica di San Lorenzo; la stele ed il busto a lui dedicati, voluti dal comune nel 1838, sono opera di Abbondio Sangiorgio, mentre l'epigrafe, dettata da Carlo Boucheron, esalta le sue doti di educatore, poeta e patriota.
Il Regio Ginnasio di Mortara, poi Scuola media, fu a lui dedicato. Ancora oggi la Scuola Secondaria di Primo Grado cittadina è cointitolata a Luigi Travelli e Giovanni Josti.
All'interno del Palazzo Lateranense, antico convento dei Canonici regolari di Santa Croce di Mortara e storica sede del Regio Ginnasio, si trova un busto in gesso raffigurante il Travelli; fu realizzato a posa diretta nel 1835 da Gaspare Galeazzi di Mede, allievo del Regio Ginnasio. Il busto si trovava originariamente nell'ex orfanotrofio Cappa, presso cui Travelli ha dimorato.

## Opere
- Nella Morte d'un Passero, ode[1]
- Per l'elezione di Monsignor Bertini Vescovo di Como, in Arcivescovo d'Amasia e Vescovo di Pavia, anacreontica
- Pericolo dell'eterna salute, sonetto
- Il buono e l'empio, sonetto
- Francisco Milesi, Episcopali Viglevanensi ad Patriarchalem evecto, ode
- La Fede, sonetto
- La Speranza, sonetto
- La Carità, sonetto
- Ad un amico, sonetto
- Al Sig. D. Pietro De-Lucca, sonetto
- Nelle Nozze, allo sposo
- All'arrivo in Mortara, ode
- Ne' solenni funerali di Vittorio Emanuele Re di Sardegna, iscrizioni